# Mexikanische Fußballnationalmannschaft (U-20-Frauen)
Die mexikanische U-20-Fußballnationalmannschaft der Frauen repräsentiert Mexiko im internationalen Frauenfußball. Die Nationalmannschaft untersteht der Federación Mexicana de Fútbol Asociación und wird seit der Suspendierung von Cheftrainerin Maribel Domínguez am 25. Juli 2022 von Ana Galindo trainiert. Der Spitzname der Mannschaft ist El Tricolor, abgekürzt El Tri.
Die Mannschaft tritt bei der Nord- und Mittelamerika-Meisterschaft und der U-20-Weltmeisterschaft für Mexiko an. Den bislang größten Erfolg feierte das Team mit dem Gewinn der Nord- und Mittelamerika-Meisterschaft 2018. Bei der U-20-Weltmeisterschaft erreichte die mexikanische U-20-Auswahl viermal das Viertelfinale (zuletzt 2022).

## Turnierbilanz

### Weltmeisterschaft
| Jahr   | Gastgeber       | Platzierung        |
| ------ | --------------- | ------------------ |
| 2002   | Kanada          | Gruppenphase       |
| 2004   | Thailand        | nicht qualifiziert |
| 2006   | Russland        | Gruppenphase       |
| 2008   | Chile           | Gruppenphase       |
| 2010   | Deutschland     | Viertelfinale      |
| 2012   | Japan           | Viertelfinale      |
| 2014   | Kanada          | Gruppenphase       |
| 2016   | Papua-Neuguinea | Viertelfinale      |
| 2018   | Frankreich      | Gruppenphase       |
| 2020 1 | Costa Rica 1    | – 1                |
| 2022   | Costa Rica      | Viertelfinale      |
| 2024   | Kolumbien       | Achtelfinale       |

### Nord- und Mittelamerika-Meisterschaft
| Jahr | Gastgeber               | Platzierung        |
| ---- | ----------------------- | ------------------ |
| 2002 | Trinidad und Tobago     | keine Finalrunde 2 |
| 2004 | Kanada                  | 4. Platz           |
| 2006 | Mexiko                  | 3. Platz           |
| 2008 | Mexiko                  | 3. Platz           |
| 2010 | Guatemala               | 2. Platz           |
| 2012 | Panama                  | 3. Platz           |
| 2014 | Cayman Islands          | 2. Platz           |
| 2015 | Honduras                | 3. Platz           |
| 2018 | Trinidad und Tobago     | CONCACAF-Meister   |
| 2020 | Dominikanische Republik | 2. Platz           |
| 2022 | Dominikanische Republik | 2. Platz           |
| 2023 | Dominikanische Republik | CONCACAF-Meister   |

## Personen

### Trainer
- Marco Antonio Ruiz (2017)
- Christopher Cuéllar (2017–2018)
- Mónica Vergara (2019–2021)
- Maribel Domínguez (2021–2022)
- Ana Galindo (2022–)